# Chicago Sky
Le Chicago Sky sono una delle dodici squadre di pallacanestro che militano nella WNBA (Women's National Basketball Association), il campionato professionistico femminile degli Stati Uniti d'America. La franchigia è stata fondata prima della stagione 2006. Le Sky hanno vissuto un periodo di successo dal 2013 al 2016, facendo quattro apparizioni ai playoff e giocando le WNBA Finals del 2014. Hanno vissuto un secondo periodo di successo a partire dal 2019, e hanno vinto il loro primo campionato nella stagione 2021.
La squadra è di proprietà di Michael J. Alter e Margaret Stender.

## Storia della franchigia

### Origini della franchigia
Nel febbraio 2005, il commissario NBA David Stern annunciò che Chicago aveva creato una nuova franchigia WNBA, chiamata temporaneamente WNBA Chicago. Il 27 maggio 2005, l'ex giocatore e allenatore NBA Dave Cowens fu annunciato come primo capo allenatore e general manager della squadra. L'arena della squadra sarebbe stata l'UIC Pavilion. Il 20 settembre 2005, il nome e il logo della squadra debuttarono formalmente in un evento introduttivo tenutosi all'Adler Planetarium. Il presidente e amministratore delegato della squadra, Margaret Stender, ha spiegato che i colori della squadra, giallo e blu, rappresentano "[una] bella giornata a Chicago tra il cielo blu e la luce del sole che mette in risalto la spettacolare skyline". L'evento è stato evidenziato dalla comparsa di diversi giocatori star, tra cui Diana Taurasi, Temeka Johnson, Sue Bird, e Ruth Riley.
Nel novembre 2005, la squadra tenne un expansion draft per aiutare a costruire il suo roster di giocatrici. Tra le selezioni degne di nota ci furono Brooke Wyckoff dalle Connecticut Sun, Bernadette Ngoyisa dalle San Antonio Silver Stars, Elaine Powell dalle Detroit Shock, e Stacey Dales (che si era ritirata prima della stagione 2005) dalle Washington Mystics.
Il 28 febbraio 2006, la squadra ha annunciato che due degli azionisti di minoranza della squadra sono Michelle Williams, del gruppo vocale Destiny's Child, e Mathew Knowles, padre della cantante delle Destiny's Child Beyoncé.

### Primi anni nella lega (2006-2012)
Nella loro prima stagione, gli Sky ottennero un record di 5-29 e finirono ultimi nella Eastern Conference. Dopo la stagione, il capo allenatore Dave Cowens si dimise per unirsi al coaching staff dei Detroit Pistons. L'allenatore di pallacanestro femminile dell'Università del Missouri-Kansas City Bo Overton fu nominato nuovo capo allenatore e general manager degli Sky il 12 dicembre 2006. 
Le Sky registrarono ancora una volta un record peggiore della lega, 5-29, nel 2006. Nonostante avesse le più alte probabilità di pescare la prima scelta nella lotteria del draft WNBA del 2007, le Sky finirono per pescare la terza scelta assoluta, che usarono per selezionare Armintie Price. La squadra è stata notevolmente migliorata nella stagione 2007, ma ancora finito con un record di 14-20 ed erano due partite dietro l'ultimo posto playoff nella Eastern Conference. Price fu nominata WNBA Rookie of the Year 2007. Il 12 marzo 2008, la franchigia annunciò le dimissioni di Overton dalla sua posizione di allenatore. L'assistente allenatore Steven Key fu quindi nominata capo allenatore/direttore generale.
Con la seconda scelta assoluta nel Draft WNBA 2008, le Sky selezionarono Sylvia Fowles. Nella stagione 2008, la franchigia non riuscì, ancora una volta, a disputare i playoff, finendo al quinto posto nella parte orientale (12-22). Fowles è stata ferma per la maggior parte della stagione (è stato, tuttavia, convocata per giocare nella Nazionale degli Stati Uniti alle Olimpiadi estive 2008, in cui vincerà la medaglia d'oro, dove realizza in media 13,4 punti e 8,4 rimbalzi a partita). 
Nel Draft WNBA 2009, le Sky selezionarono la point guard Kristi Toliver con la terza scelta assoluta. Toliver aveva recentemente vinto il campionato di basket femminile NCAA con l'Università del Maryland. Nella stagione 2009, la franchigia si contese una posizione per i playoff, ma terminando con un record di 16-18 e avendo perso lo spareggio, le Sky dovettero cedere alle Washington Mystics l'ultima posizione rimasta per i playoff.
Nella stagione 2010, la franchigia si trasferì alla Allstate Arena nel sobborgo di Rosemont, Illinois. Il roster della squadra subì diversi cambiamenti, evidenziato dallo scambio che vide coinvolte Candice Dupree e Kristi Toliver per l'acquisizione di Shameka Christon e Cathrine Kraayeveld. A un certo punto durante la stagione, erano a un rapporto vittorie/sconfitte di 0.500, solo poche partite indietro per il posto finale playoff. Tuttavia, persero otto delle loro ultime dieci partite e vennero private della possibilità di giocarsi un posto per i playoff, finendo con un record di 14-20. Key si dimise da GM e allenatore, e venne sostituita il 28 ottobre 2010 dall'ex capo allenatore di LSU Pokey Chatman.
Nel 2011, le Sky vennero guidate ancora una volta da Fowles, che aveva una doppia-doppia di media a partita (20 punti e 10,2 rimbalzi a partita). Il cielo ancora una volta finito la stagione a 14-20, ma sono stati incoraggiati andando 10-7 in casa. Le Sky selezionarono Shey Peddy con la 23ª scelta e Sydney Carter con la 27ª scelta nel draft WNBA 2012. Peddy e Carter alla fine vennero entrambe cedute il 14 maggio 2012. Le Sky iniziarono la stagione 2012 con un record di 7-1, ma finì 14-20 per la terza stagione consecutiva. Le Sky rimasero l'unica franchigia WNBA a non aver mai raggiunto i playoff.

### La disputa di tre Playoff WNBA consecutivi (2013-2016)
La stagione 2013 fu un punto di svolta per le Sky. Nel draft, selezionarono Elena Delle Donne con la seconda scelta assoluta. Delle Donne diventò la prima matricola a piazzarsi al primo posto nelle votazioni per il WNBA All-Star Game 2014, con una media di 18,1 punti a partita (quarto posto nella lega) e portando le Sky a un record di 24-10 e al primo posto nella Eastern Conference. Delle Donne fu nominata Rookie of the Year, Fowles fu nominata Defensive Player of the Year e guidò la lega in rimbalzi, con Swin Cash che ricevette il Kim Perrot Sportsmanship Award. Chatman si piazzò seconda per il premio di allenatore dell'anno WNBA, Delle Donne ha mancato di poco il premio MVP, e Fowles e Delle Donne sono state nominate rispettivamente nella prima e seconda squadra All-WNBA. Raggiungendo i playoff per la prima volta, le Sky persero nelle semifinali di conference contro le Indiana Fever.
Nella stagione 2014, la Sky registrarono un poco impressionante record di 15-19 nella regular season, ma si qualificarono per i playoff come quarta testa di serie della Eastern Conference. La guardia Allie Quigley, che era cresciuta nella vicina Joliet, Illinois, fu nominata sesta donna dell'anno. Nei playoffs, vinsero due serie al meglio delle tre nelle semifinali e finali di conference per raggiungere le WNBA Finals per la prima volta. Nella serie al meglio delle cinque, furono spazzate dalle Phoenix Mercury in tre partite.
Nel febbraio 2015, le Sky acquisirono la nativa di Chicago Cappie Pondexter dalle New York Liberty in una trade che vide coinvolta Epiphanny Prince. Alla fine della stagione 2015, registrarono un record di 23-11 e guadagnarono il secondo posto nella Eastern Conference. Delle Donne fu nominata Most Valuable Player della lega, la point guard Courtney Vandersloot guidò la lega in assist, e Quigley fu ancora una volta nominata Sixth Woman of the Year. Nonostante il miglioramento delle prestazioni della stagione regolare, la Sky caddero contro le Indiana Fever nelle semifinali di conference.
Nella stagione 2016, sotto il nuovo formato di playoff della WNBA in cui le squadre venivano classificate indipendentemente dalla conference, le Sky finirono quarti nella lega e tornarono ai playoff, perdendo però 3-1 in semifinale contro le Los Angeles Sparks.

### Ricostruzione della squadra (2017-2018)
La Sky assunsero Amber Stocks come capo allenatore e general manager, sostituendo Chatman, il 6 dicembre 2016. Durante l'offseason 2016-17, in quella che fu definita una delle più grandi trade nella storia della lega, gli Sky scambiarono Delle Donne alle Washington Mystics, ricevendo Kahleah Copper, Stefanie Dolson, e la seconda scelta assoluta delle Mystics nel Draft WNBA 2017. Nella stagione 2017, le Sky registrarono un record di 12-22 e mancando i playoff per la prima volta in cinque stagioni. Nel successivo draft WNBA 2018, selezionarono Diamond DeShields e Gabby Williams al primo giro. Nella stagione 2018, registrarono un record di 13-21 e mancarono i playoff per la seconda stagione consecutiva. Il 31 agosto 2018, le Sky sollevarono Stocks da capo allenatore e general manager. Durante queste stagioni, Courtney Vandersloot guidò la lega in assist (stabilendo un nuovo record di assist a partita nel 2017) e Allie Quigley vinse in back-to-back il Three-Point Contest all'All-Star Game.

### Ritorno ai playoff e la conquista del primo titolo (2019-presente)
Nel novembre 2018, le Sky assunsero James Wade come nuovo capo allenatore e general manager della squadra. La franchigia selezionò Katie Lou Samuelson nel primo giro del draft WNBA 2019 e scambiarono via Alaina Coates. La stagione 2019 sarebbe stata un'inversione di tendenza per le Sky, grazie a un record di 20-14 sono entrate nei playoff come quinta testa di serie. Wade ricevette il WNBA Coach of the Year Award per la stagione regolare, e Courtney Vandersloot superò il proprio record di assist a partita per la seconda stagione consecutiva. Vandersloot, Allie Quigley e Diamond DeShields furono tutte nominate All-Stars e DeShields vinse l'All-Star Game Skills Challenge. Nei playoffs, hanno sconfitto il Phoenix Mercury nel primo turno, ma poi hanno perso contro i Las Vegas Aces sulla strada su un buzzer-beater nei secondi finali.
Nella stagione 2020, che è stato accorciata e tenuta in una bolla in Bradenton, Florida a causa della pandemia di COVID-19, il cielo ha mostrato la promessa all'inizio della stagione, ma ha combattuto gli infortuni e ha terminato la stagione con un sesto classificato 12-10 record. Persero al primo turno ad eliminazione diretta contro i Phoenix Mercury.
Il 1º febbraio 2021, gli Sky annunciarono la firma dalla free agency di Candace Parker, due volte WNBA MVP e WNBA Finals MVP. La Parker, che era cresciuta a Naperville, Illinois e aveva giocato le sue prime 12 stagioni nella lega con le Los Angeles Sparks, dichiarò di voler tornare alla squadra della sua città natale.
Le Sky ebbero una stagione 2021 fatta di alti e bassi, tra cui una striscia di sette partite perse e una di sette partite vinte, che terminò con un record di 16-16. Entrarono nei playoff come sesta testa di serie, vincendo due partite di single-elimination e una serie di semifinale contro le Connecticut Sun sulla loro strada verso le finali. Il 17 ottobre 2021, la franchigia conquista il suo primo campionato WNBA dopo aver sconfitto le Phoenix Mercury 3-1 nelle WNBA Finals 2021. Kahleah Copper fu nominata MVP delle finali.

## Record stagione per stagione
| Campione WNBA | Campione di Conference | Campione di Division |

| Stagione    | V   | P   | %    | Playoff                                                                                            | Risultato                                                                                |
| ----------- | --- | --- | ---- | -------------------------------------------------------------------------------------------------- | ---------------------------------------------------------------------------------------- |
| Chicago Sky |     |     |      | |                                                                                          |
| 2006        | 5   | 29  | 14,7 | |                                                                                          |
| 2007        | 14  | 20  | 41,2 | |                                                                                          |
| 2008        | 12  | 22  | 35,3 | |                                                                                          |
| 2009        | 16  | 18  | 47,1 | |                                                                                          |
| 2010        | 14  | 20  | 41,2 | |                                                                                          |
| 2011        | 14  | 20  | 41,2 | |                                                                                          |
| 2012        | 14  | 20  | 41,2 | |                                                                                          |
| 2013        | 24  | 10  | 70,6 | Perde le semifinali di Conference                                                                  | Chicago 0, Indiana 2                                                                     |
| 2014        | 15  | 19  | 44,1 | Vince le semifinali di conference Vince le finali di conference Perde le WNBA Finals               | Chicago 2, Atlanta 1 Chicago 2, Indiana 1 Chicago 0, Phoenix 3                           |
| 2015        | 21  | 13  | 61,8 | Perde le semifinali di Conference                                                                  | Chicago 1, Indiana 2                                                                     |
| 2016        | 18  | 16  | 52,9 | Vince il Primo Turno Perde le semifinali WNBA                                                      | Chicago 1, Atlanta 0 Chicago 1, Los Angeles 3                                            |
| 2017        | 12  | 22  | 35,3 | |                                                                                          |
| 2018        | 13  | 21  | 38,2 | |                                                                                          |
| 2019        | 20  | 14  | 58,8 | Vince il Primo Turno Perde il Secondo Turno                                                        | Chicago 1, Phoenix 0 Chicago 0, Las Vegas 1                                              |
| 2020        | 12  | 10  | 54,5 | Chicago 0, Connecticut 1                                                                           |                                                                                          |
| 2021        | 16  | 16  | 50,0 | Vince il Primo Turno Vince il Secondo Turno Vince le semifinali di conference Vince le WNBA Finals | Chicago 1, Dallas 0 Chicago 1, Minnesota 0 Chicago 3, Connecticut 1 Chicago 3, Phoenix 1 |
| Totale      | 224 | 274 | 45,0 | 1 Titolo di Conference                                                                             | 1 Titolo di Conference                                                                   |
| Play-off    | 8   | 14  | 36,4 | 1 Titoli WNBA                                                                                      | 1 Titoli WNBA                                                                            |

## Squadra attuale
| \| Pos. \| Num. \| Naz. \| Nome \| Altezza \| Peso \| Data nascita \| Provenienza \| \| ----- \| ---- \| ---- \| --------------------- \| ------- \| ----- \| ------------ \| ----------- \| \| G \| 20 \| \| Allemand, Julie \| 173 cm \| 67 kg \| 7-07-1996 \| Belgio \| \| G/AP \| 2 \| \| Copper, Kahleah \| 185 cm \| 75 kg \| 28-08-1994 \| Rutgers \| \| G \| 11 \| \| Evans, Dana \| 168 cm \| 66 kg \| 01-08-1998 \| Louisville \| \| G \| 35 \| \| Gardner, Rebekah \| 185 cm \| kg \| 09-07-1990 \| UCLA \| \| AP/AG \| 24 \| \| Hebard, Ruthy \| 180 cm \| 81 kg \| 28-04-1998 \| Oregon \| \| AP/AG \| 33 \| \| Meesseman, Emma \| 193 cm \| 87 kg \| 13-05-1993 \| Belgio \| \| AG/C \| 3 \| \| Parker, Candace \| 193 cm \| 83 kg \| 19-04-1986 \| Tennessee \| \| G \| 14 \| \| Quigley, Allie \| 178 cm \| 64 kg \| 20-06-1986 \| DePaul \| \| AG/C \| 30 \| \| Stevens, Azurá \| 198 cm \| 82 kg \| 01-02-1996 \| Connecticut \| \| G \| 22 \| \| Vandersloot, Courtney \| 173 cm \| 62 kg \| 08-02-1989 \| Gonzaga \| \| C \| 28 \| \| Yueru, Li \| 201 cm \| kg \| 28-03-1999 \| Cina \| | Allenatore - James Wade Assistente/i - Tonya Edwards - Ann Wauters - Emre Vatansever Legenda - (C) Capitano - (FA) Free agent - (S) Sospeso - Infortunato Roster · Ultima transazione: 16 aprile 2022 |                        |                       |         |       |              |             |
| Pos. | Num. | Naz.                   | Nome                  | Altezza | Peso  | Data nascita | Provenienza |
| G | 20 | Belgio (bandiera)      | Allemand, Julie       | 173 cm  | 67 kg | 7-07-1996    | Belgio      |
| G/AP | 2 | Stati Uniti (bandiera) | Copper, Kahleah       | 185 cm  | 75 kg | 28-08-1994   | Rutgers     |
| G | 11 | Stati Uniti (bandiera) | Evans, Dana           | 168 cm  | 66 kg | 01-08-1998   | Louisville  |
| G | 35 | Stati Uniti (bandiera) | Gardner, Rebekah      | 185 cm  | kg    | 09-07-1990   | UCLA        |
| AP/AG | 24 | Stati Uniti (bandiera) | Hebard, Ruthy         | 180 cm  | 81 kg | 28-04-1998   | Oregon      |
| AP/AG | 33 | Belgio (bandiera)      | Meesseman, Emma       | 193 cm  | 87 kg | 13-05-1993   | Belgio      |
| AG/C | 3 | Stati Uniti (bandiera) | Parker, Candace       | 193 cm  | 83 kg | 19-04-1986   | Tennessee   |
| G | 14 | Ungheria (bandiera)    | Quigley, Allie        | 178 cm  | 64 kg | 20-06-1986   | DePaul      |
| AG/C | 30 | Stati Uniti (bandiera) | Stevens, Azurá        | 198 cm  | 82 kg | 01-02-1996   | Connecticut |
| G | 22 | Ungheria (bandiera)    | Vandersloot, Courtney | 173 cm  | 62 kg | 08-02-1989   | Gonzaga     |
| C | 28 | Cina (bandiera)        | Yueru, Li             | 201 cm  | kg    | 28-03-1999   | Cina        |